# ホミサイド・ギャング
ホミサイド・ギャング（Homixide Gang、時にHXGと略される）は、2019年に結成されたアメリカのヒップホップデュオであり、2021年にプレイボーイ・カーティのOpiumレコードレーベルと契約した。グループはホミサイド・ベノとホミサイド・ミーチーで構成されている。アトランタのアンダーグラウンドラップシーンの一部として登場し、ホミサイド・ギャングはオピウムと契約したわずか4組のアーティストの1組として大きな注目を集め、オピウムレーベルとその独特のサウンドに貢献している。

## 背景
ホミサイド・ギャングはジョージア州アトランタを拠点とし、同市のトラップカルチャーに強く影響を受けている。「ホミサイド」という名前は、彼らが所属しているとされる同名のアトランタのギャングに由来する。彼らはしばしば、内省と自信を融合させ、生の感情や人生の物語を音楽を通して表現している。両メンバーはオピウムに正式に契約する前からカーティと関係があり、そこでアンダーグラウンドのラップコミュニティ内で大きな露出を得始めた。オピウムと契約する前、ホミサイド・ベノとホミサイド・ミーチーは、エネルギッシュなパフォーマンスと独特のサウンドを通じてカルト的な支持を築いた。彼らのブレイクシングル「SSN」はカーティの目に留まり、オピウムとの契約につながった。ミーチーはカーティのトラックへの反応をこう回想している。「お前らはスーパースターだ」。

## キャリア
ホミサイド・ギャングは2021年に正式にオピウムに加わり、ケン・カーソンやデストロイ・ロンリーといったアーティストと共にレーベルの名簿に名を連ねた。彼らは2021年にデビューEP『Snotty World』をリリースした。彼らのサウンドは、歪んだ808ドラム、実験的なビート、そしてアドリブを多用したフロウによって定義され、カーティの『ホール・ロッタ・レッド』と比較される一方で、独自のアイデンティティを保っている。2022年12月、ホミサイド・ギャングはデビューアルバム『Homixide Lifestyle』をリリースし、デストロイ・ロンリー、ケン・カーソン、5unnaとのコラボレーションがフィーチャーされた。このアルバムは、デュオのハイエナジーでパンクにインスパイアされた美学で賞賛された。批評家やファンは、このプロジェクトを新たなオピウムサウンドの決定的な瞬間と評した。レーベルは2023年にオピウムの全メンバーを含むグローバルツアーを計画したが、その後無期限に棚上げされている。
同年、ホミサイド・ギャングは2つのプロジェクトをリリースした。セカンドアルバム『Snot or Not』と、デビューミックステープ『5th Amndmnt』である。前者には人気曲「Uzi Work」が収録され、後者は彼らの未来的なトラップサウンドを発展させ続けた。彼らの3枚目のアルバム『I5u5we5』は、彼らの芸術性の大きな進化を示し、「R50」や「Hi-voltage」といった傑出したトラックをフィーチャーしていた。このアルバムにはリル・ヨッティとのコラボレーションや、新進気鋭のアーティストtanaからのプロデュースが含まれていた。
2025年には、ピエール・ボーンがプロデュースしたシングル「Free Agents」を、次期4枚目のスタジオ・アルバム『Homixide Lifestyle 2』への布石としてリリースした。同年8月1日にアルバム『Homixide Lifestyle 2』をリリースした。

## 音楽スタイルと影響
ホミサイド・ギャングの音楽は、重いベースライン、実験的なプロダクション、エネルギッシュなフロウが特徴である。彼らの歌詞はしばしばストリートライフ、忠誠心、そして成功の追求といったテーマに触れる。グッチ・メインやFutureのようなアトランタのトラップラッパーから影響を受け、デュオはカーティのヒップホップへのアプローチからもインスピレーションを得ている。彼らの音楽はしばしばトラップとパンクの美学の境界を曖昧にし、歪んだビートと生のボーカルパフォーマンスを取り入れている。彼らのスタイルとビジュアルのインスピレーションには、WWEや人気のニュー・メタルバンドスリップノットが含まれる

## ディスコグラフィ

### スタジオ・アルバム
- Snotty World（2021）
- Homixide Lifestyle（2022）
- Snot or Not（2023）
- Homixide Lifestyle 2（2025）